# 聖若翰洗者與聖史若望聖殿主教座堂 (托倫)

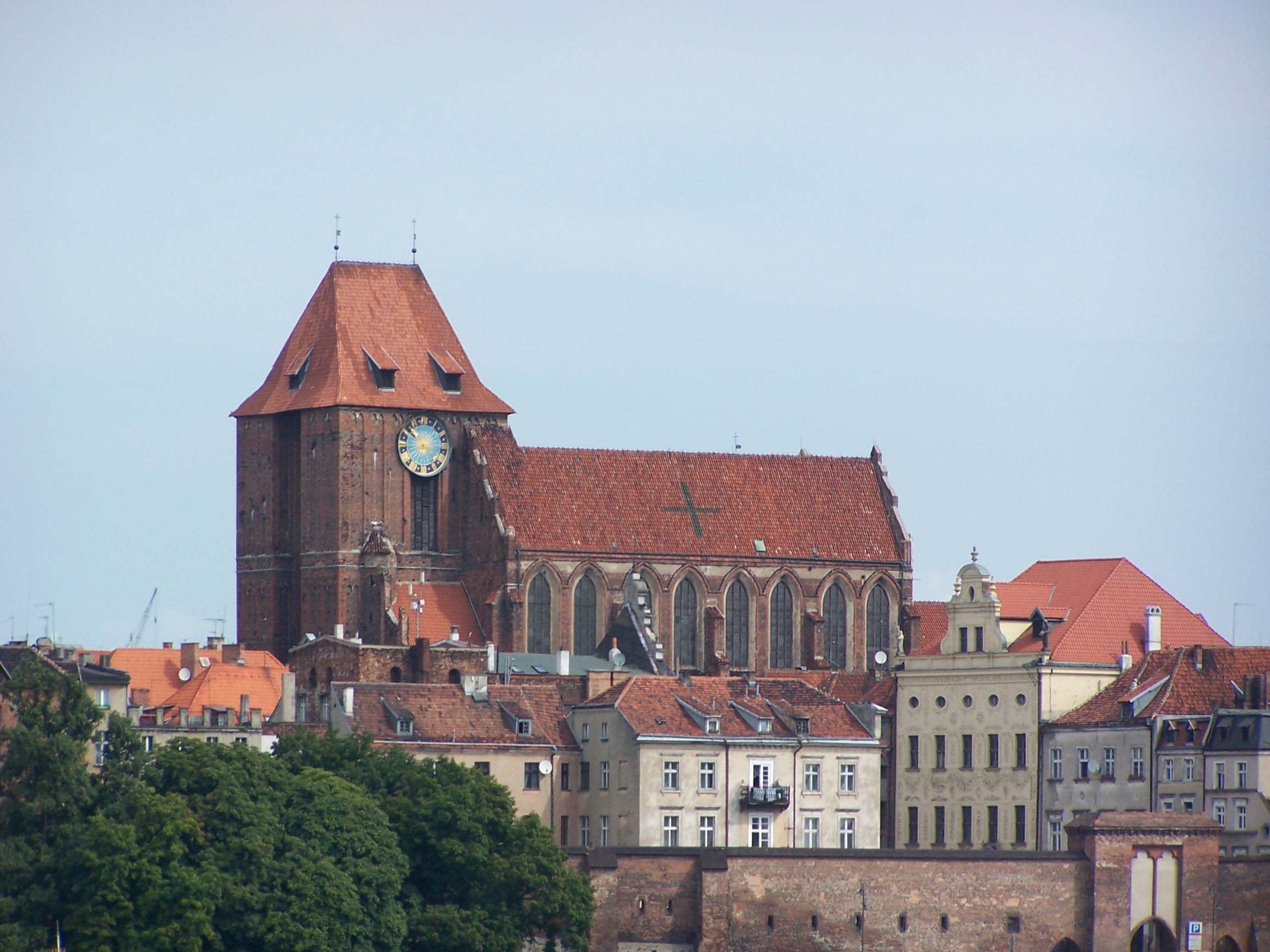
从维斯瓦河左岸看圣若翰洗者与聖史若望圣殿主教座堂

托倫聖若翰洗者與聖史若望聖殿主教座堂（波蘭語：Bazylika katedralna św. Jana Chrzciciela i św. Jana Ewangelisty w Toruniu）自1935年封為宗座聖殿，自1992年成為天主教托倫教區的主教座堂，從前是托倫老城主要的本堂區聖堂。
這是托倫的三座哥特式教堂之一，用磚砌築，有帶走道的大廳，和雄偉的西部鐘樓。第一座教堂建於13世紀，是一個沒有走道的小教堂，和多邊形的神父住宅。在14世紀上半葉改建為帶走道的大廳教堂，已經多次重建和擴建，到15世紀末形成目前的樣式。鐘樓懸掛著天主號筒（Tuba Dei），是波蘭的第三大鐘，鑄造於1500年。